# Рижук Василь Андрійович
Василь Андрійович Рижук (нар. 20 березня 1962, с. Новостав, Україна) — український скульптор-монументаліст, квітникар, підприємець. Заслужений діяч мистецтв України (2012).

## Життєпис
Василь Рижук народився 20 березня 1962 року в селі Новостав Луцького району Волинської области України.
Служив десантником у Туркестанському військовому окрузі.

### Громадська діяльність
Голова благодійної організації «Чорнобривці України» та благодійної добровільної організації «Квітучий прапор України».
Учасник Революції гідности.

### Квітникарство
Протягом 20 років Василь Рижук висаджує квіти у дворах, біля пам’ятників, вздовж автомобільних доріг України, посадових майданчиків, громадських зупинок, межових знаків районів та области.
|                              | Коли зробив меморіальний комплекс Афганістану на Горохівщині, я всю територію засадив чорнобривцями і сальвією. Остання швидко відцвіла, а чорнобривці цвіли аж до морозів. Тому й захопився квітникарством, навіть друзі прозвали Василем Чорнобривцем |
| — Василь Рижук, Район. Луцьк | |

У 2017 році пана Василя вчетверте внесли у Книгу рекордів України за найдовшу квіткову доріжку протяжністю 538,15 км в Україні.

## Доробок
Є автором:
- меморіальний комплекс полеглим в Афганській війні (с. Любачівка Горохівського району)[4];
- пам'ятник полеглим за Україну (поблизу с. Терешківці Горохівського району)[9];
- монумент полеглим у локальних війнах (м. Володимир-Волинський Волинської области)[4];
- пам’ятник Тарасу Шевченку (м. Горохів Волинської области)[4];
- погруддя Кобзаря на Волинському обласному муздрамтеатрі[4];
- пам’ятник «Серце кохання» (м. Чернівці; занесене в Книгу рекордів України як найбільший пам’ятник із зображенням серця)[4].

## Нагороди та відзнаки
- Почесний громадянин міста Горохова[4];
- лауреат акцій «Людина року Волинського краю» у номінаціях «Митець року» (1999) і «Вчинок року» (2009)[4];
- медалі ІІІ, ІІ і І ступенів «За заслуги» Всеукраїнської спілки ветеранів Афганістану[4];
- премія «Людина року Волинського краю» (2010)[10];
- Заслужений діяч мистецтв України (2012).